# Amusa Shittu
Amusa Shittu (* 1937 in Jos, Plateau, Nigeria; † 13. März 2012 in Lagos, Nigeria) war ein nigerianischer Fußballspieler.

## Sportlicher Werdegang
Shittu spielte 1958 erstmals in überregionalen Auswahlen in seinem Heimatland, ehe er 1959 erstmals in die nigerianische Nationalmannschaft berufen wurde. Nachdem er vorerst ohne Einsatz geblieben war, debütierte er am 10. September 1960 im Rahmen der Qualifikation zur Weltmeisterschaftsendrunde 1962 anlässlich eines 2:2-Unentschiedens gegen Ghana im Nationaltrikot.
1967 erzielte Shittu im Rahmen der Olympiaqualifikation mehrere Tore gegen den Sudan. Eine Teilnahme am olympischen Fußballturnier 1968 war ihm jedoch nicht vergönnt. 1971 spielte er gegen die deutsche Olympiamannschaft, die zu Vorbereitungsspielen auf das olympische Fußballturnier 1972 unter anderem in Lagos gastierte.
Auf Vereinsebene spielte Shittu mindestens bei den Jos Highlanders, Plateau United und ECN. 1970 gewann er als Spielertrainer den nigerianischen Landespokal. Angeblich gewann er 1961 gegen Lagos UAC als Spieler den Pokal und erzielte dabei als erster Spieler ein Finaltor außerhalb des Onikan-Stadions. Laut anderen Quellen spielte jedoch keiner der oben genannten Vereine das Endspiel gegen Lagos UAC, sondern die Ibadan Lions.
Am 12. Februar 2012 erlitt Shittu einen Schlaganfall, an dessen Folgen er knapp einen Monat später im Alter von 75 Jahren verstarb.